# Saarvo
Saarvo är en sjö i kommunen Kuopio (före 2017 Juankoski kommun) i landskapet Norra Savolax i Finland. Sjön ligger 85,8 meter över havet. Den är 22 meter djup. Arean är 50 hektar och strandlinjen är 5,66 kilometer lång. Sjön  ingår i Vuoksens huvudavrinningsområde.   Den ligger omkring 24 kilometer nordöst om Kuopio och omkring 360 kilometer nordöst om Helsingfors. 